# Nicolas Gigault
Nicolas Gigault, né à Claye, près de Paris, en 1627, et mort à Paris le 20 août 1707, est un organiste et compositeur français.

## Biographie
Il a été organiste titulaire de plusieurs églises parisiennes : Saint-Honoré (1646), Saint-Nicolas-des-Champs (de 1652 à 1701), Saint-Martin-des-Champs (1673), et l'Hôpital du Saint-Esprit (1685). Il représente avec Nivers et Lebègue, la première génération d'organistes à sortir du cadre strict de la polyphonie illustrée peu de temps auparavant par Titelouze, Racquet, Roberday ... pour adopter un style plus instrumental sans chercher à imiter les grâces du chant profane.
Il aurait eu pour élève Jean-Baptiste Lully et fut certainement membre du jury qui en 1706 attribua à Rameau le poste d'organiste de Sainte-Madeleine-en-la-Cité.

## Œuvre
Il a laissé pour l'orgue, ou le clavecin, un recueil de 17 Noëls variés, comprenant aussi une Allemande fuguée et ornementée (1682)) :
Livre de Musique 
dédié à la Très Ste. Vierge
par Gigault organiste de S. Nicolas des Champs à Paris.
Contenant les cantiques sacrés qui se chantent en l’honneur de son Divin Enfantement,
Diversifiés de plusieurs manières à II. III. et IV. parties, 
qui peuvent être touchés sur l’Orgue et sur le Clavecin,
comme aussi sur le Luth, les Violes, Violons, Flûtes et autres instruments de musique.
Une pièce diatonique en forme d’Allemande marquée simple, et avec les ports de voix : 
pour servir de guide et d’instruction pour les former et adapter à toutes sortes de pièces.
Le tout divisé en deux parties.

Vol. I. 
- 1. Conditor - Noël, Noël
- 2. Quand par ton orgueil Lucifer
- 3. À la venue de Noël
- 4. Voicy le Jour Solemnel
- 5. Une vierge pucelle
- 6. Or nous dites Marie
- 7. Or voyla Noël passé
- 8. Estant Cesar Auguste
- 9. Peuples catholiques

Vol. II.
- 1. Conditor
- 2. Mittit ad Virginem
- 3. Laissez paître vos bêtes
- 4. Où s’en vont ces gais bergers
- 5. Allemande par fugue – La mesme allemande avec les ports de voix
- 6. Chantons je vous prie Noël
- 7. Noël pour l’amour de Marie
- 8. Les bourgeois de Chastres et de (…)
- 9. Vous qui désirez sans fin

Un Livre de Musique pour l’Orgue (1685), volumineux recueil de 184 pièces à caractère liturgique, contenant 2 messes, 3 hymnes (Pange lingua, Veni Creator, Te Deum), 7 suites diverses, et un Tantum ergo pour 2 voix en écho et basse continue.

## Sources
- Gigault Notes biographiques par Vincent Genvrin.
- Orgues et Vitraux Notes et références
- University of Rochester «Nicolas Gigault's Livre de Musique Pour l’Orgue as a Source on Notes Inégales», thèse de doctorat de Daniel Sherman Pyle, Eastman School of Music, Rochester, 1991, 230 p.
- Brigitte François-Sappey. Nicolas Gigault, in Guide de la musique d'orgue, dir. Gilles Cantagrel, coll. «Les indispensables de la musique», Paris, Fayard, 2012.
- Nicolas Gigault, Livre de Musique dédié à la Très Ste. Vierge (noëls), Paris, 1682.
- Nicolas Gigault, Livre de Musique pour l’Orgue (1685), éd. Alexandre Guilmant, Archives des Maîtres de l’Orgue, vol. 4, Paris, Durand, 1902, 217 p.